# Чернещина (Ізюмський район)
Черне́щина — село в Україні, у Борівській селищній громаді Ізюмського району Харківської області. Населення становить 619 осіб. До 2020 орган місцевого самоврядування — Чернещинська сільська рада.

## Географія
Село Чернещина знаходиться на початку балки Бублики, по якій протікає пересихає струмок, один з витоків річки Борова. На відстані 1 км розташоване село Степове. У селі є невеликий ставок.

## Історія
1785 — дата першої писемної згадки.
Село постраждало внаслідок геноциду українського народу, проведеного урядом СССР в 1932—1933 роках, кількість встановлених жертв — 33 людей.
У 2000 році збудовано Свято-Миколаївський храм.
12 червня 2020 року, відповідно до Розпорядження Кабінету Міністрів України № 725-р «Про визначення адміністративних центрів та затвердження територій територіальних громад Харківської області», увійшло до складу Борівської селищної громади.
19 липня 2020 року, в результаті адміністративно-територіальної реформи та ліквідації Борівського району, увійшло до складу Ізюмського району Харківської області.

## Населення

### Мова
Розподіл населення за рідною мовою за даними перепису 2001 року:
| Мова            | Кількість | Відсоток |
| --------------- | --------- | -------- |
| українська      | 576       | 93.05%   |
| російська       | 39        | 6.31%    |
| білоруська      | 1         | 0.16%    |
| інші/не вказали | 3         | 0.48%    |
| Усього          | 619       | 100%     |

## Економіка
Сільськогосподарське ТОВ агрофірма «Новий шлях».

## Пам'ятки
Свято-Миколаївський релігійний комплекс: недільна школа, музична школа, бібліотека та Свято-Анатоліївський храм. Розпочато будівництво Свято-Володимирської дзвіниці.

## Постаті
- Олександр Закерничний (1974-2023) — український інженер, фотограф, художник, письменник, військовий, загинув у селі під час виконання бойового завдання.